# 秘録 首斬り館 〜逐電屋藤兵衛〜
『秘録 首斬り館 〜逐電屋藤兵衛〜』（ひろく くびきりやかた ちくでんやとうべえ）は、1989年5月12日にBIT2より発売されたMSX2用アドベンチャーゲーム。

## 概要
1990年にナグザットよりPCエンジン移植版である『逐電屋 藤兵衛』が発売された。
PC-8801シリーズへの移植も告知されていたが、未発売に終わっている。
1995年、ウェンディマガジンより発売されたPC98版は18禁となり、タイトルも『逐電屋藤兵衛 秘録 恥辱乃館』と改められている。
ゲーム途中で身元不明の死体のモンタージュを作成する場面があり、輪郭・目鼻口等を選択し人相書きを作成するイベントが発生する。ただしここで誤った人相書きを作成してしまうとゲームが進まなくなり手詰まりとなってしまい、最悪の場合やり直しとなってしまう。
この他にも会話を最後まで聞いていなかった場合に序盤まで話を戻されてしまうというトラップや、選択ミスにより主人公が死亡するイベントも幾つか用意されている。

## あらすじ
表向きは貧乏浪人の・藤兵衛。しかし裏の顔は圧政に喘ぎ江戸から脱出する者の手助けを生業とする逐電屋である。その彼に一件の依頼が舞い込む、それをきっかけに奇怪な事件に巻き込まれるのであった。

## 登場人物
藤兵衛
本作の主人公。自他ともに認める男前。年齢は29歳、血液型はB型、身長は約176cm、左利き。忍術が使える。「貧乏暇なし」が好きな言葉。
芭蕉
松尾芭蕉。隠密活動に専念すべく、表向きは死亡したことになっている。藤兵衛に忍術を伝授した。
ひょう吉
江戸奉行所の役人。藤兵衛を兄貴と呼び行動を共にする。メガネを掛けており、年齢は1つ下と思われる。
瑠璃
女性陰陽士。非常にクールな性格。

## 移植版
| No. | タイトル                       | 発売日        | 対応機種   | 開発元 | 発売元             | メディア                | 型式    | 売上本数 | 備考 |
| --- | ------------------------------ | ------------- | ---------- | ------ | ------------------ | ----------------------- | ------- | -------- | ---- |
| 1   | 逐電屋 藤兵衛 「首切り館」より | 1990年1月26日 | PCエンジン | BIT2   | ナグザット         | 4メガビットロムカセット | NX89004 | -        |      |
| 2   | 逐電屋藤兵衛 秘録 恥辱乃館     | 1995年6月23日 | PC-9801    | BIT2   | ウェンディマガジン | フロッピーディスク      | -       | -        | 18禁 |

## 評価
PCエンジン版
ゲーム誌『ファミコン通信』の「クロスレビュー」での合計23点（満40点）、『月刊PCエンジン』では75・75・75・75・80の平均76点（満100点）、『マル勝PCエンジン』では6・6・7・7の合計26点（満40点）、『PC Engine FAN』の読者投票による「ゲーム通信簿」での評価は以下の通りとなっており、19.27点（満30点）となっている。また、この得点はPCエンジン全ソフトの中で377位（485本中、1993年時点）となっている。
| 項目 | キャラクタ | 音楽 | 操作性 | 熱中度 | お買得度 | オリジナリティ | 総合  |
| 得点 | 3.37       | 3.15 | 3.17   | 3.35   | 3.05     | 3.19           | 19.27 |